# Nung (peuple)

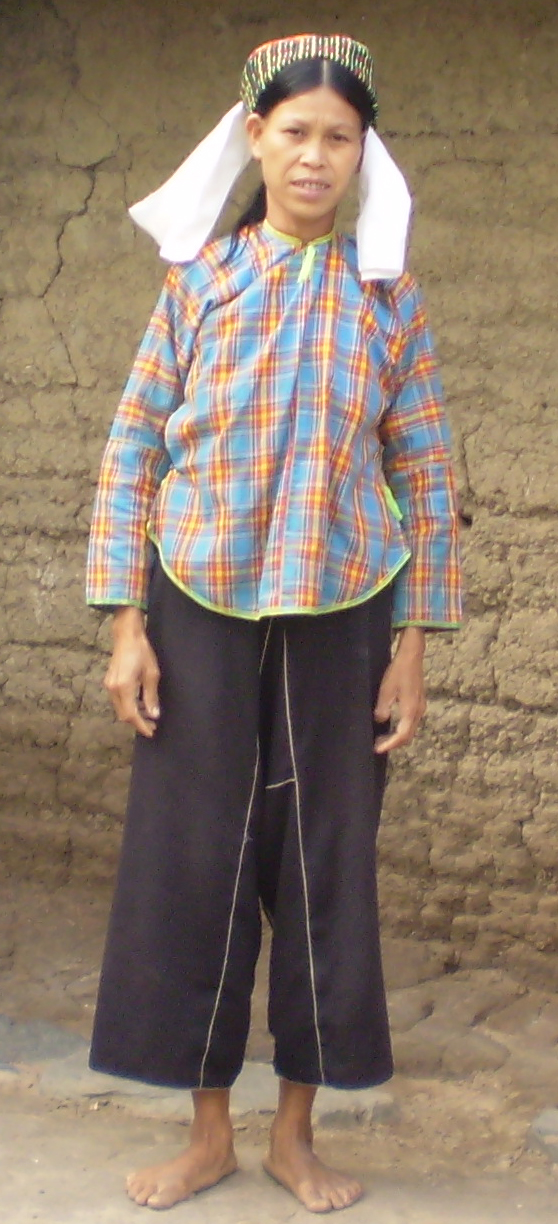
Femme nung.

Les Nùng sont un groupe ethnique du Viêt Nam.
Les Nùng se disent aussi être des Tho, un nom qu'ils partageant avec les Tày et les Cuối (en). 
On utilise aussi le nom Thai Nung pour les distinguer des Nùng chinois qui furent le groupe ethnique majoritaire du Territoire autonome Nung de Hai Ninh (1947-1954).
Les Nùng sont 968 800 en 2009. 
Leur langue appartient au groupe des langues Tai-kadai. 
Les Nùng habitent principalement dans les provinces de Cao Bằng, Lạng Sơn, Bắc Giang, Bắc Kạn, Thái Nguyên, Quảng Ninh, Lào Cai, Hà Giang, Tuyên Quang et de Yên Bái.
On en rencontre aussi dans les provinces de Lâm Đồng, Gia Lai et de Đắk Lắk.

### Filmographie
- Voyage sur les 36 routes : au pays des Nung à Jingxi, province du Guangxi, film de Josiane Cauquelin, CNRS images, Meudon, 2011, 25 min (VHS)